# Linden (Tennessee)
Linden é uma cidade  localizada no estado norte-americano de Tennessee, no Condado de Perry.

## Demografia
Segundo o censo norte-americano de 2000, a sua população era de 1015 habitantes.
Em 2006, foi estimada uma população de 990, um decréscimo de 25 (-2.5%).

## Geografia
De acordo com o United States Census Bureau tem uma área de
2,5 km², dos quais 2,5 km² cobertos por terra e 0,0 km² cobertos por água. Linden localiza-se a aproximadamente 174 m acima do nível do mar.

## Localidades na vizinhança
O diagrama seguinte representa as localidades num raio de 32 km ao redor de Linden.